# Kissing a Fool
Singles de George Michael
Monkey
(1988) Praying for Time
(1990)
Kissing a Fool est une chanson de George Michael, extraite de son premier album studio Faith. Elle sort en single en novembre 1988 sous le label Epic.

## Performance dans les hits-parades
| Classement (1988)                      | Meilleure position |
| -------------------------------------- | ------------------ |
| Allemagne (Media Control AG)           | 44                 |
| Belgique (Flandre Ultratop 50 Singles) | 10                 |
| France (SNEP)                          | 45                 |
| Irlande (IRMA)                         | 9                  |
| Pays-Bas (Nederlandse Top 40)          | 13                 |
| Royaume-Uni (UK Singles Chart)         | 18                 |
| États-Unis (Hot 100)                   | 5                  |
| États-Unis (Adult Contemporary)        | 1                  |
| États-Unis (R&B/Hip-Hop Songs)         | 33                 |